# R.A.P.
R.A.P. (skrót od Reggae Against Politics) – polski zespół reggae.

## Historia
Powstał w październiku 1985 w Gliwicach założony przez byłych muzyków zespołu Śmierć Kliniczna: wokalistów Jerzego Mercika i Jacka Szafira oraz basistę Wojciecha Jaczyczko. Skład uzupełnili trzeci wokalista Marek Rogowski, gitarzysta Ireneusz Zawadzki oraz perkusista Dariusz Mazurkiewicz.
Muzycy zadebiutowali na scenie w lutym 1986 podczas gliwickiego "Winter Reggae". Latem tego samego roku zespół wystąpił na festiwalu w Jarocinie, gdzie został uwieczniony na taśmie filmowej przez brytyjską ekipę BBC pod kierownictwem Andrzeja Kostenki (powstawał wówczas film dokumentalny o polskim rocku Moja krew, twoja krew). Później muzycy R.A.P. wystąpili jeszcze na gorzowskim festiwalu "Reggae nad Wartą" oraz warszawskim "Róbrege". Jaczyczkę zastąpił wówczas Dariusz Sarna.
W tym czasie w Studiu CCS (Waltera Chełstowskiego) zespół dokonał nagrań na swoją debiutancką płytę, która ujrzała światło dzienne dopiero w 2021 –  opatrzona tytułem Front Page News. Pochodzący z tej sesji utwór "Protection–Reggae Rockers" trafił w 1988 na kompilacyjny album różnych wykonawców pt. Radio nieprzemakalnych. Jesienią 1986 zespół zagrał w RFN-ie. Po występie w Bielefeld grupę opuścił Szafir, który pozostał na emigracji. Ostatnie koncerty muzycy zagrali w początkach 1987 w Bytomiu.
W 1986 z zespołem współpracowali okazjonalnie: Antoni "Ziut" Gralak oraz Włodzimierz Kiniorski.
W latach 90. ukazały cztery albumy R.A.P. zawierające nagrania z prób i koncertów: RAP Generation, Dreadman, Follow the Sun oraz Royal Rases Doctor Sound.
25 lutego 2009 zespół został uhonorowany specjalnym Tajniakiem za rok 2008. W uzasadnieniu napisano: "za płytę sprzed 22 lat".
W 2011 została wydana płyta winylowa Track of the Truth, zawierająca studyjne nagrania R.A.P. dokonane w gliwickim radiu „Centrum” 22 lutego 1986. Ta sesja oraz sesja nagraniowa ze studia CCS zostały wydane na podwójnej płycie CD w 2021 opatrzonej tytułem Front Page News.

## Muzycy
- Jerzy Mercik – wokal (1985–1987)
- Jacek Szafir – wokal, instrumenty perkusyjne (1985–1986)
- Wojciech Jaczyczko – gitara basowa (1985–1986)
- Marek Rogowski – wokal (1985–1987)
- Dariusz Mazurkiewicz – perkusja (1985–1987)
- Ireneusz Zawadzki – gitara (1985–1987)
- Dariusz Sarna – gitara basowa (1986–1987)

Współpraca:
- Antoni "Ziut" Gralak – trąbka (1986)
- Włodzimierz Kiniorski – saksofon (1986)

## Dyskografia

### Albumy studyjne
- Track of the Truth (2011)
- Front Page News (2021)

### Albumy koncertowe
- RAP Generation (1996)
- Dreadman (1997)
- Follow the Sun (1998)
- Royal Rases Doctor Sound (1999)

### Kompilacje różnych wykonawców
- Radio nieprzemakalnych (1988) – utwór: "Protection–Reggae Rockers"